# 維謝爾科韋
49°56′40″N 30°50′21″E / 49.94444°N 30.83917°E
維塞爾科韋（烏克蘭語：Виселкове）是位於烏克蘭北部的村莊，由基辅州奧布希夫區的卡哈爾利克市鎮負責管轄。該村面積0.16平方公里，海拔高度188米，2001年人口8，人口密度每平方公里51.6人。